# L'Armée (film, 1944)
Pour plus de détails, voir Fiche technique et Distribution.
L'Armée (陸軍, Rikugun) est un film japonais réalisé par Keisuke Kinoshita et sorti en 1944.

## Synopsis
Chronique sur trois générations d'une famille de commerçants de Kyūshū, fidèles à l'Empereur et ardents patriotes, et ses relations avec l'armée depuis l'Ère Meiji jusqu'à l'invasion de la Mandchourie.

## Fiche technique
- Titre original : 陸軍 (Rikugun?)
- Titre français : L'Armée[1]
- Titre français alternatif : L'Armée de terre
- Réalisation : Keisuke Kinoshita
- Scénario : Tadao Ikeda, d'après un roman d'Ashihei Hino
- Photographie : Yoshio Taketomi
- Direction artistique : Isamu Motoki
- Production : Ken'ichirō Yasuda
- Société de production : Shōchiku
- Pays de production :  Empire du Japon
- Langue originale : japonais
- Format : noir et blanc - 1,37:1 - 35 mm - son mono
- Genre : drame - film de guerre - film de propagande
- Durée : 87 minutes[2] (métrage : 10 bobines - 2 392 m[2])
- Date de sortie :
  - Empire du Japon : 7 décembre 1944[2]

## Distribution

### 1regénération
- Chishū Ryū : Tomosuke Takagi
- Jun Yokoyama : Tomonojo Takagi, son fils (jeune)
- Yasumi Hara : Takeuchi, le soldat

### 2egénération
- Ken Mitsuda : Tomonojo Takagi (âgé)
- Haruko Sugimura : Setsu, sa femme
- Toshio Yamazaki : Tomohiko, leur fils (jeune)

### 3egénération
- Chishū Ryū : Tomohiko Takagi (âgé)
- Kinuyo Tanaka : Waka, sa femme
- Kazumasa Hoshino : Shintaro, leur fils aîné
- Eijirō Tōno : Tsunesaburō Sakuragi
- Ken Uehara : le capitaine Nishina
- Fujio Nagahama : Fujita, l'ami de Tomohiko